# Ballon d’Or 2008

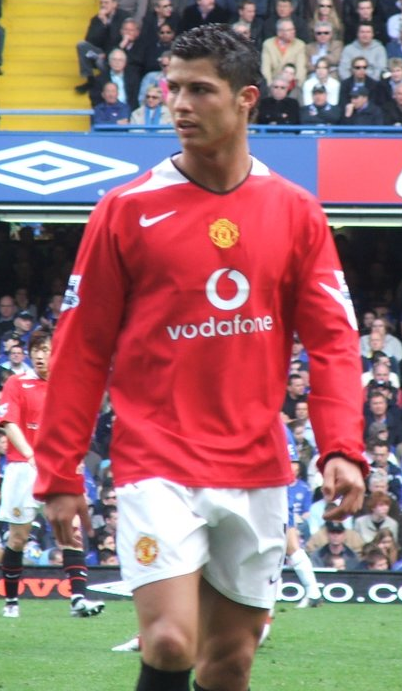
Weltbester Fußballer des Jahres Cristiano Ronaldo

Der 53. Ballon d’Or (französisch für Goldener Ball) der Zeitschrift France Football wurde 2008 zum zweiten Mal für den „Weltfußballer des Jahres“ vergeben. Von 1956 bis 2006 wurde mit dem Ballon d’Or „Europas Fußballer des Jahres“ ausgezeichnet. Sie ist nicht identisch mit der von der FIFA seit 1991 vergebenen Auszeichnung FIFA-Weltfußballer des Jahres.

## Abstimmungsverfahren
Verliehen wird der Preis von einer derzeit 96-köpfigen Jury, die sich wie folgt zusammensetzt:
- je ein Sportjournalist aus den Ländern der 53 Mitgliedsverbände der UEFA
- je ein Sportjournalist aus den derzeit 43 Ländern derjenigen außereuropäischen Verbände, die an mindestens einer Weltmeisterschaftsendrunde teilgenommen haben.[1]

Jeder Juror vergab an fünf Spieler aus der von der France-Football-Redaktion vorgegebenen Liste mit 30 Vorschlägen 5, 4, 3, 2 bzw. einen Punkt. Dabei soll die gesamte Leistung der Spieler im jeweiligen Kalenderjahr gewürdigt werden. Sollten zwei oder mehr Spieler in der Summe die höchste Punktzahl erhalten, käme es zu einer Stichwahl.

## Ergebnis
1. Cristiano Ronaldo  ( Manchester United) mit 446 Punkten
2. Lionel Messi ( FC Barcelona) (281)
3. Fernando Torres ( FC Liverpool) (179)
4. Iker Casillas ( Real Madrid) (133)
5. Xavi ( FC Barcelona) (97)
6. Andrei Arschawin ( Zenit St. Petersburg) (64)
7. David Villa ( FC Valencia) (55)
8. Kaká  ( AC Mailand) (31)
9. Zlatan Ibrahimović ( Inter Mailand) (30)
10. Steven Gerrard ( FC Liverpool) (28)

Auf Platz 16 kam Franck Ribéry (Bayern München) (7 Punkte), Michael Ballack (Chelsea) erreichte Platz 19 (4 Punkte). Münchens Luca Toni gehörte zu den fünf Spielern, die keinen einzigen Punkt erhielten.

## Kandidaten
Die Redaktion hatte die Zahl der vorgeschlagenen Spieler gegenüber den Vorjahren von 50 auf 30 reduziert, um eine „Konzentration auf die wahrhaft besten Spieler“ zu erreichen:
| - Emmanuel Adebayor ( FC Arsenal) - Sergio Agüero ( Atlético Madrid) - Andrei Arschawin ( Zenit St. Petersburg) - Michael Ballack ( FC Chelsea) - Karim Benzema ( Olympique Lyon) - Gianluigi Buffon ( Juventus Turin) - Iker Casillas ( Real Madrid) - Didier Drogba ( FC Chelsea) - Samuel Eto’o ( FC Barcelona) - Cesc Fàbregas ( FC Arsenal) - Steven Gerrard ( FC Liverpool) - Zlatan Ibrahimović ( Inter Mailand) - Kaká ( AC Mailand) - Frank Lampard ( FC Chelsea) - Lionel Messi ( FC Barcelona) | - Pepe ( Real Madrid) - Sergio Ramos ( Real Madrid) - Franck Ribéry ( FC Bayern München) - Cristiano Ronaldo ( Manchester United) - Wayne Rooney ( Manchester United) - Juri Schirkow ( ZSKA Moskau) - Marcos Senna ( FC Villarreal) - Luca Toni ( FC Bayern München) - Fernando Torres ( FC Liverpool) - Edwin van der Sar ( Manchester United) - Rafael van der Vaart ( Hamburger SV / Real Madrid) - Ruud van Nistelrooy ( Real Madrid) - Nemanja Vidić ( Manchester United) - David Villa ( FC Valencia) - Xavi ( FC Barcelona) |

## Statistik
Alle Angaben aus France Football vom 2. Dezember 2008, S. 4–47

### Voten der Redaktionen aus deutschsprachigen Ländern
- Belgien (La Dernière Heure): 1. Ronaldo, 2. Gerrard, 3. Ribéry, 4. Casillas, 5. Arschawin
- Deutschland (Sportinformationsdienst): 1. Ronaldo, 2. Torres, 3. Arschawin, 4. Ribéry, 5. Messi
- Liechtenstein (Liechtensteiner Vaterland): 1. Xavi, 2. Villa, 3. Arschawin, 4. Messi, 5. Ronaldo
- Luxemburg (La Voix du Luxembourg): 1. Ronaldo, 2. Messi, 3. Torres, 4. Casillas, 5. Arschawin
- Österreich (ORF Sport): 1. Ronaldo, 2. Xavi, 3. Arschawin, 4. Messi, 5. Villa
- Schweiz (TSR): 1. Ronaldo, 2. Xavi, 3. Messi, 4. Van der Sar, 5. Torres

### Bemerkenswertes
- Cristiano Ronaldo wurde auf sämtlichen 96 Stimmzetteln bewertet, davon 77-mal auf dem 1. Rang. Messi fand in immerhin 90, Torres noch in 63 Voten Berücksichtigung.
- Neben dem Gewinner wurden sieben weitere Spieler von insgesamt 19 Jurys mit der Höchstpunktzahl bedacht: Messi sechs-, Torres fünf-, Xavi drei-, Casillas zwei-, Villa, Senna und Buffon je einmal. Dagegen hatte der sechstplatzierte Arschawin als bestes Ergebnis drei zweite Plätze vorzuweisen; allerdings gaben ihm 37 Jurys wenigstens einen Punkt.
- Sieben Redaktionen nannten alle fünf Gesamtersten, aber nur die saudi-arabische Jury auch in der exakten Reihenfolge des Gesamtklassements. Die anderen waren: Australien, China, Israel, Kuwait, Neuseeland und Spanien. Weitere 38 Juroren vergaben an vier der Top 5 Punkte.
- Umgekehrt standen auf elf Stimmzetteln nur jeweils zwei dieser fünf Besten: Belgien, Bosnien-Herzegowina, Brasilien, DR Kongo, Malta, Mazedonien, Nigeria, Nordkorea, San Marino, Türkei und Uruguay.

### Erfolgreichste Nationen
1. Spanien: 487 Punkte, verteilt auf sieben Spieler (von sieben Kandidaten)
2. Portugal: 446 Punkte für einen Spieler (von zwei Kandidaten)
3. Argentinien: 291 Punkte, verteilt auf zwei Spieler (von zwei Kandidaten)
4. Russland: 64 Punkte für einen Spieler (von zwei Kandidaten)
5. England: 47 Punkte, verteilt auf drei Spieler (von drei Kandidaten)
6. Brasilien: 31 Punkte für den einzigen Kandidaten
7. Schweden: 30 Punkte für den einzigen Kandidaten
8. Togo: 12 Punkte für den einzigen Kandidaten
9. Frankreich: 7 Punkte für einen Spieler (von zwei Kandidaten)
10. Kamerun: 6 Punkte für den einzigen Kandidaten